# MicroSD

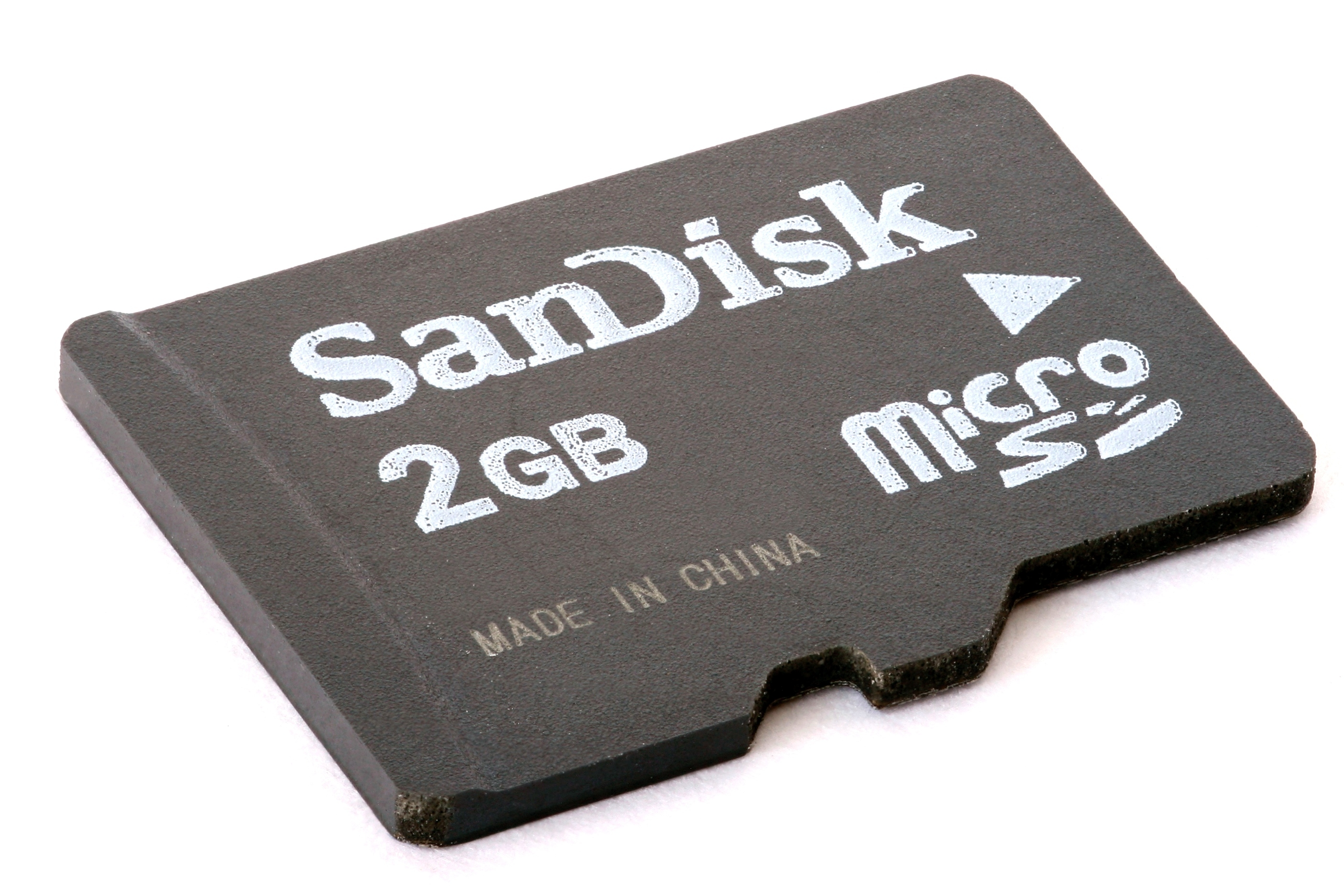
Een MicroSD-kaart.

een 'gewone' SD kaart,
miniSD,
en een microSD.

Een microSD is een kleine, met flashgeheugen opgebouwde geheugenkaart die gebaseerd is op het TransFlash-formaat van SanDisk. De microSD-kaarten van het type SDHC kunnen tot nu toe maximaal 512 gigabyte bevatten en worden vooral gebruikt in mobiele telefoons vanwege zijn kleine formaat. Steeds meer mobiele apparaten maken gebruik van microSD-kaarten aangezien de interne opslagruimte bij mobiele apparaten vaak beperkt is en de capaciteit van microSD-kaarten steeds groter wordt.
Een microSD meet 15 mm × 11 mm × 1 mm en weegt een halve gram. Dit is te vergelijken met een vingernagel en is op het moment (2018) de kleinste vorm van commercieel verkrijgbare geheugenkaarten.
TransFlash is vrijwel identiek aan microSD en ze kunnen beide gebruikt worden in apparaten die gemaakt zijn voor het andere type. Er is één verschil, en dat is dat microSD in tegenstelling tot TransFlash wel gebruikt kan worden voor Near field communication.
Andere vormen van SD-kaarten zijn de gewone SD-kaart en de miniSD-kaart.

## MicroSDHC
Gewone microSD-kaarten hebben een geheugenlimiet van 4GB. Omdat er een grote vraag kwam naar geheugenkaartjes die meer dan 4 GB aan data kon opslaan, werd de SDHC-standaard ontwikkeld. SDHC staat voor "Secure Digital High Capacity", en staat dus voor grote opslag. De microSD HC-kaartjes zien er hetzelfde uit als normale microSD-geheugenkaartjes. Oude apparaten zijn niet verplicht om SDHC te implementeren en kunnen bijgevolg incompatibel zijn. Anno 2016 worden SDHC-kaarten ondersteund door elk modern apparaat. 
De 32GB-microSDHC is in april 2010 in de Benelux uitgekomen. In 2016 werd 's wereld eerste 1TB-microSDHC voorgesteld.

## MicroSDXC
Kaarten groter dan 32GB gebruiken de SDXC-standaard. Deze is niet compatibel met oudere apparaten. De SDXC-standaard heeft een limiet van 2TB, hoewel deze capaciteit anno 2016 nog door geen enkele fabrikant van microSD-kaarten aangeboden wordt. SDXC-kaarten worden verkocht met het exFAT-bestandssysteem maar kunnen na aankoop geformatteerd worden naar een ander bestandssysteem.